# Audan Yrghys
Der Audan Yrghys (kasachisch Ырғыз ауданы Yrğyz audany, russisch Иргизский район Irgisski rajon) ist ein Bezirk im Gebiet Aqtöbe in Kasachstan.

## Geografie
Der Audan Yrghys liegt im Westen Kasachstans im Gebiet Aqtöbe. Er grenzt im Norden an den Audan Äiteke bi und im Osten an den Schangeldi im Gebiet Qostanai und den Audan Ulytau im Gebiet Ulytau. Im Süden grenzt er an den Audan Aral im Gebiet Qysylorda und im Westen an den Audan Schalqar.

## Bevölkerung
Bei der Volkszählung 1999 hatte der Audan Yrghys 15.610 Einwohner. Die Volkszählung 2009 ergab für den Bezirk eine Einwohnerzahl von 14.416. Bei der letzten Volkszählung 2021 lebten 13.914 Menschen im Audan Yrghys. Die Fortschreibung der Bevölkerungszahl ergab zum 1. Januar 2025 eine Einwohnerzahl von 13.713.
| Einwohnerentwicklung               | Einwohnerentwicklung | Einwohnerentwicklung | Einwohnerentwicklung | Einwohnerentwicklung | Einwohnerentwicklung | Einwohnerentwicklung | Einwohnerentwicklung |
| 1939                               | 1959                 | 1970                 | 1979                 | 1989                 | 1999                 | 2009                 | 2021                 |
| ---------------------------------- | -------------------- | -------------------- | -------------------- | -------------------- | -------------------- | -------------------- | -------------------- |
| 22.695                             | 17.516               | 18.430               | 14.944               | 16.743               | 15.610               | 14.416               | 13.914               |
| Anmerkung: Volkszählungsergebnisse |                      |                      |                      |                      |                      |                      |                      |

## Verwaltungsgliederung
Der Audan Yrghys ist in sieben ländliche Bezirke (kasachisch Ауылдық округ Auyldyq okrug; russisch Сельский округ Selski okrug) gegliedert (Stand: 2021).
| Ländlicher Bezirk | Einwohner | Einwohner | Orte                              |
| Ländlicher Bezirk | 2009      | 2021      | Orte                              |
| ----------------- | --------- | --------- | --------------------------------- |
| Amanköl           | 1892      | 1661      | Amanköl, Qutiköl, Scharma         |
| Nura              | 1210      | 998       | Belscher, Düken, Mamyr, Nura      |
| Qumtoghai         | 1105      | 903       | Qaraqudyq, Qarassai, Qumtoghai    |
| Qysylschar        | 2252      | 2000      | Qurylys, Schanys Bi, Schengbertal |
| Schaissangbai     | 535       | 461       | Schaissangbai                     |
| Täuip             | 992       | 553       | Qujylys                           |
| Yrghys            | 6430      | 7338      | Aqschi, Qalybai, Yrghys           |